# 小行星63387
小行星63387（63387 Brazos Bend）是一颗绕太阳运转的小行星，为主小行星带小行星。该小行星于2001年4月20日发现。
該小行星以美國德克薩斯州的布拉索斯本德州立公園命名。

## 轨道参数
小行星63387的轨道半长轴为357 984 288 km，2.3929431 UA，离心率为0.225。